# Ойтал (Ойтальський сільський округ)
Ойта́л (каз. Ойтал) — село у складі Меркенського району Жамбильської області Казахстану. Адміністративний центр Ойтальського сільського округу.
Населення — 4963 особи (2021; 4181 у 2009, 3810 у 1999, 9033 у 1989).